# Diòcesi de Santander
La diòcesi de Santander (en llatí, Dioecesis Santanderiensis) és una seu episcopal de l'Església catòlica en Espanya. Forma part de la província eclesiàstica d'Oviedo, i és sufragània de l'arxidiòcesi d'Oviedo. La seva seu és la ciutat de Santander.
La diòcesi va ser erigida per Benet XIV el 12 de desembre de 1754 com una unió de territoris repartits entre l'arxidiòcesi de Burgos i la d'Oviedo, Hi ha hagut un total de divuit bisbes des que es va crear en 1754, Francisco Javier de Arriaza va ser el primer bisbe i Manuel Sánchez Monge és l'últim des del 6 de maig de 2015 quan va ser nomenat bisbe d'aquesta diòcesi pel Papa Francesc, prenent-ne possessió el 30 de maig de 2015 fins a l'actualitat, en substitució de Vicente Jimenez Zamora qui va ser nomenat pel mateix Papa arquebisbe de Saragossa al desembre del 2014.

## Territori
El territori de la diòcesi, des de 1956, coincideix amb el de la comunitat autònoma de Cantàbria, excepte el municipi de Valle de Villaverde que forma part de la diòcesi de Bilbao, més el burgalès Valle de Mena, amb 36 parròquies. Aquesta delimitació és conseqüència del concordat signat entre l'Espanya i la Santa Seu en 1953, amb la finalitat d'adequar els límits diocesans a les províncies civils. Com a conseqüència d'aquest acord van passar a pertànyer a la diòcesi el territori de Tresviso des de la diòcesi d'Oviedo (1955); l'arxiprestat de Bedoya (Liébana) de la diòcesi palentina a la lleonesa (1955) i finalment a la santanderina (1956); 6 parròquies purriegues des de Palència (1956); i les parròquies dels arxiprestats de Reinosa, Santa Cruz, Valdeprado i la Rasa des de Burgos (1956).
Limita amb les diòcesis de Lleó, Palència i Bilbao i les arxidiòcesis d'Oviedo i Burgos.

## Subdivisions
La diòcesi de Santander es divideix en 4 Rectories Episcopals Territorials, 16 arxiprestats i 617 parròquies.

## Bisbes de Santander
- Francisco Javier Arriaza (24 de setembre de 1755 - 10 d'octubre de 1761)
- Francisco Laso Santos de San Pedro (29 de març de 1762 - 14 de maig de 1783)
- Rafael Tomás Menéndez Luarca y Queipo de Llano (25 de juny de 1784 - 20 de juny de 1819)
- Juan Nepomuceno Gómez Durán (21 de febrer de 1820 - 11 d'abril de 1829)
- Felipe González Abarca, O. de M. (30 d'agost de 1829 - 12 de març de 1842)
- Manuel Ramón Arias Teijeiro de Castro (17 de gener de 1848 - 20 de juliol de 1859)
- José López Crespo (20 de setembre de 1859 - 21 de març de 1875)
- Vicente Calvo y Valero (5 de juliol de 1875 - 27 de març de 1884)
- Vicente Santiago Sánchez de Castro (27 de març de 1884 - 19 de setembre de 1920)
- Juan Plaza y García (16 de desembre de 1920 - 10 de juliol de 1927)
- José María Eguino Trecu (2 d'octubre de 1928 - 7 de maig de 1961)
- Eugenio Beitia Aldazabal (27 de gener de 1962 - 23 de gener de 1965)
- Vincente Puchol Montis (2 de juliol de 1965 - 8 de maig de 1967)
- José María Cirarda Lachiondo (22 de juliol de 1968 - 3 de desembre de 1971)
- Juan Antonio del Val Gallo (3 de desembre de 1971 - 23 d'agost de 1991)
- José Vilaplana Blasco (23 d'agost de 1991 - 17 de juliol de 2006)
- Vicente Jiménez Zamora (27 de juliol de 2007 - 12 de desembre de 2014)
- Manuel Sánchez Monge (6 de maig de 2015 - 31 d'octubre de 2023)
- Arturo Pablo Ros Murgadas (16 de desembre de 2023 - present)